# Standleyanthus
Standleyanthus, rod glavočika iz podtribusa Oxylobinae, dio tribusa Eupatorieae. Jedina vrsta je grm S. triptychus

## Opis
Standleyanthus uključuje jednu kostarikansku vrstu poznatu samo iz jednog primjerka. Rod se razlikuje od svih drugih Eupatorieae na temelju složenih listova koji imaju tri velika listića s perastim žilama i peteljkama. Podaci o kolekciji pokazuju da se radi o grmu.

## Sinonimi
- Eupatorium triptychum B.L.Rob. in Contr. Gray Herb. 77: 43 (1926)